# Neron (opera)
Neron (wł. Nerone) – opera w trzech aktach, do której muzykę skomponował Pietro Mascagni, a libretto na podstawie sztuki Pietro Cossy pod tym samym tytułem napisał Giovanni Targioni-Tozzetti. Premiera miała miejsce w Teatro alla Scala w Mediolanie 16 stycznia 1935 roku.

## Osoby
| Rola                  | Głos    | Obsada z premiery (16 stycznia 1935) (Dyrygent: Pietro Mascagni) |
| --------------------- | ------- | ---------------------------------------------------------------- |
| Atte                  | sopran  | Lina Bruna Rasa                                                  |
| Claudio Cesare Nerone | tenor   | Aureliano Pertile                                                |
| Clivio Rufo           | bas     | Duilio Baronti                                                   |
| Egloge                | sopran  | Margherita Carosio                                               |
| Epafrodìto            | baryton | Fabio Ronchi                                                     |
| Faònte                | tenor   | Gino Del Signore                                                 |
| Icèlo                 | tenor   | Giuseppe Nessi                                                   |
| Menècrate             | baryton | Apollo Granforte                                                 |
| Vinìcio               | baryton | Aristide Baracchi                                                |
| Nevio                 | tenor   | Ettore Parmeggiani                                               |
| Pastore               | tenor   | Nello Palai                                                      |
| Babilio               | bas     | Tancredi Pasero                                                  |
| Petronio              | bas     | Giuseppe Noto                                                    |
| Mucrone               | bas     | Luciano Donaggio                                                 |
| Eulogio               | bas     | Franco Zaccarini                                                 |

## O operze
Pietro Mascagni o operze na podstawie sztuki Cossy myślał od roku 1890, pragnął także powtórzyć sukces, jaki odniosła Rycerskość wieśniacza, opera, dzięki której dziś szeroko znany jest kompozytor. Postać Nerona ma tutaj nieco odmienny charakter niż w sztuce, która posłużyła za pierwowzór. Bohater jest tu raczej zmysłowym cynikiem, eksponowanie cech Nerona-artysty schodzi na dalszy plan, orkiestra musi też ustąpić pola partiom wokalnym. Wbrew zamierzeniom i oczekiwaniom Mascagniego, żadna z oper, zatem także i Neron, nie odniosła już większego sukcesu. Dziś Neron grywany jest rzadko. W wersji koncertowej na DVD został wydany przez Membran Music razem z kilkoma innymi dziełami pod wspólnym tytułem Great operas – Great voices (ISBN 978-3-86562-908-1 Neron: Mario Marchesi, Atte: Madelyn Renée-Monti, Egloge: Adriana Damato).